# Arrondissement de Port-Salut
Pour l’article homonyme, voir Port-Salut.
L’Arrondissement de Port-Salut est un arrondissement d'Haïti, subdivision du département du Sud. Il a été créé autour de la ville de Port-Salut qui est aujourd'hui son chef-lieu. Il est peuplé par 67 155 habitants (estimation 2009).
L'arrondissement regroupe trois communes :
- Port-Salut
- Arniquet
- Saint-Jean-du-Sud